# Sergej Michajlovič Romanov
Sergej Michajlovič Romanov (7. října 1869, Bordžomi – 18. července 1918, Alapajevsk) byl pátým synem a šestým dítětem velkoknížete Michaila Nikolajeviče Ruského a bratrancem ruského cara Alexandra III.
Narodil se a vyrůstal na Kavkazu, kde byl jeho otec místokrálem. V roce 1881 se rodina přestěhovala do Petrohradu, kde se stal Sergej blízkým přítelem careviče Mikuláše. Odcizili se až po Mikulášově sňatku a nástupu na trůn. Sergej zůstal starým mládencem žijícím v otcově paláci v carském hlavním městě. Měl dlouho poměr se známou balerínou Matyldou Krzesiňskou, která byla předtím milenkou Mikuláše II. Později se provdala za velkoknížete Andreje Vladimiroviče. Sergej uznal jejího syna za svého a zůstal jejich ochráncem až do své smrti.
Podle rodinné tradice se Sergej věnoval vojenské kariéře. Sloužil jako generální inspektor dělostřelectva s hodností generální adjutant. Během první světové války vedl oddíl dělostřelectva, z této pozice však musel odstoupit. Poté byl jmenován polním generálním inspektorem Stavky. Po pádu monarchie zůstal v hlavním městě. Po nástupu bolševiků k moci byl poslán do vnitřního ruského exilu.
Zavražděn bolševiky byl spolu s dalšími romanovskými příbuznými a osobním sekretářem 18. července 1918 v Alapajevsku, den po zavraždění cara Mikuláše II. a jeho nejbližší rodiny v Jekatěrinburgu.

## Původ a mládí

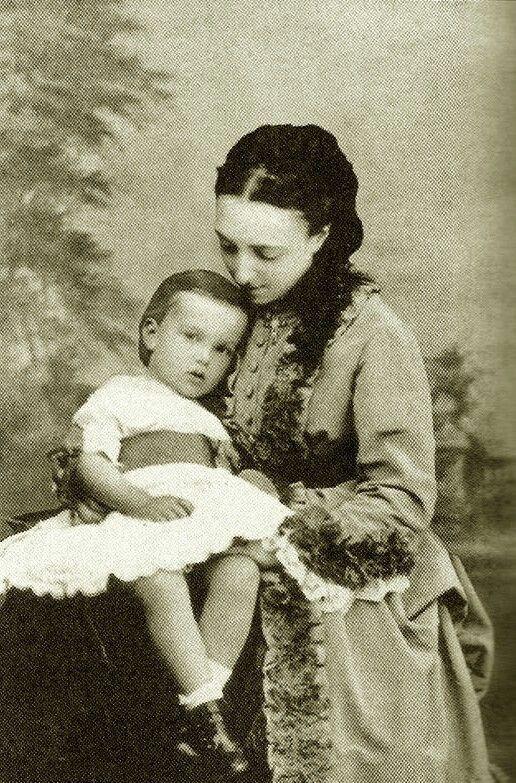
Sergej se svou matkou, 70. léta 19. století

Velkokníže Sergej se narodil 7. října 1869 v Bordžomi jako pátý syn a šesté dítě ze sedmi velkoknížete Michaila Nikolajeviče a jeho manželky Olgy Fjodorovny, rozené princezny Cecílie Bádenské. Jméno dostal po svatém Sergeji Radoněžském. Dětství trávil na Kavkazu, než se rodina v roce 1881 přestěhovala do Petrohradu. Vyrůstal v přísném a militaristickém prostředí a od rodičů se mu dostalo jen málo náklonnosti. Jeho otec, zaměstnaný vládními a vojenskými povinnostmi, byl vzdálenou osobou. Jeho náročná matka byla ke svým dětem přísná a chladná.
Stejně jako jeho bratři, byl i Sergej od narození předurčen vojenské kariéře. Byly mu dva týdny, když byl zapsán do vojenské jednotky, která byla pojmenována po něm: 153. pěší pluk Vakusnkii Jeho imperiální Výsosti velkoknížete Sergeje Michajloviče.

## Ruský velkokníže

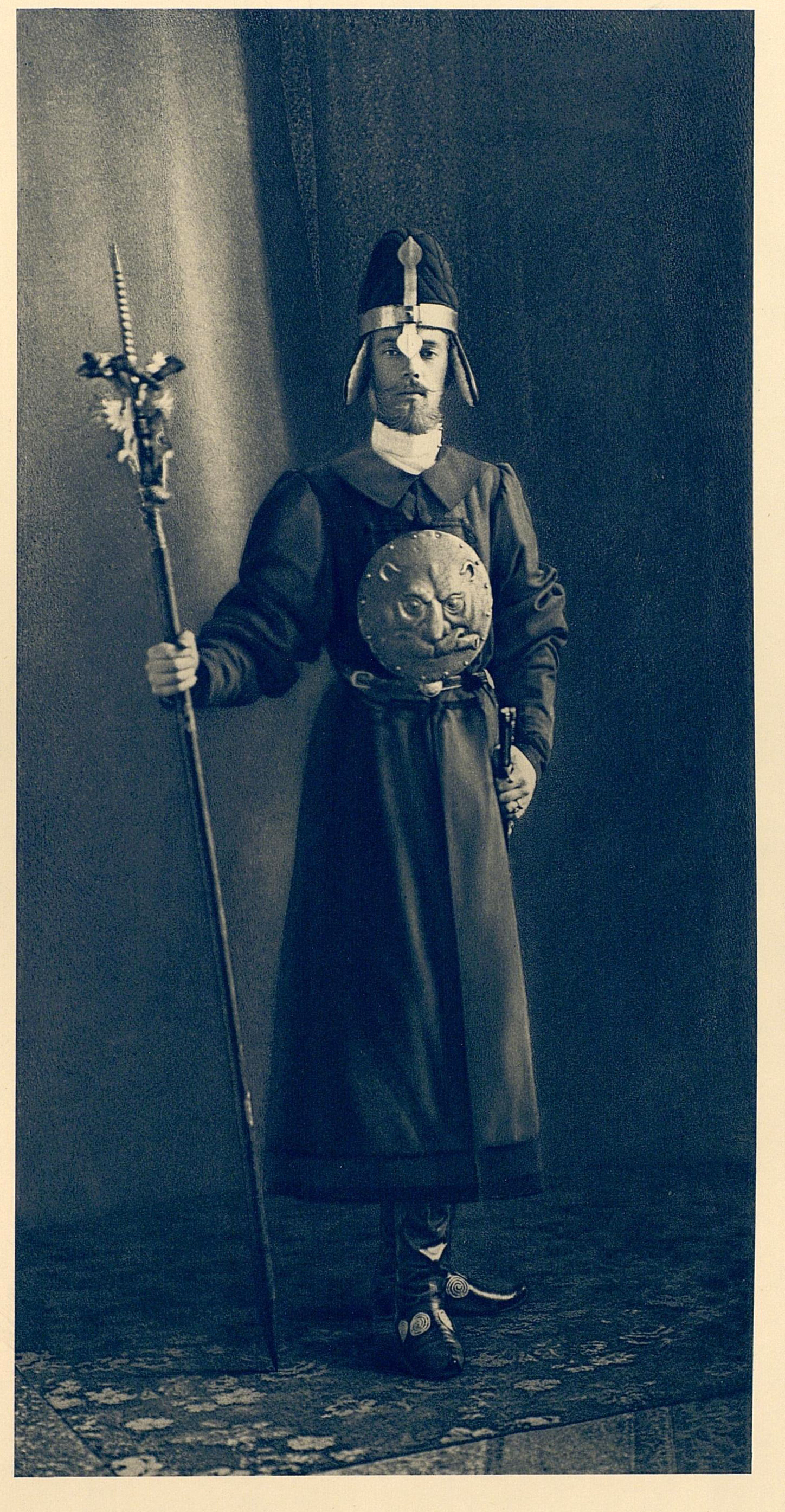
Velkokníže Sergej na plese v Zimním paláci v roce 1903

Sergej Michajlovič miloval vojenský život a sloužil v četných plucích. Stejně jako otec byl přitahován k dělu a dělostřelectvu. Po absolvování Michajlovské dělostřelecké školy nastoupil vojenskou službu u stráže jezdecké dělostřelecké brigády. V roce 1891 se stal pobočníkem cara a v roce 1899 byl povýšen do hodnosti plukovník. V roce 1904 byl jmenován generálmajorem dělostřelecké brigády domácí gardy carské suity. V roce 1905 nahradil svého otce na pozici generálního inspektora dělostřelectva. V roce 1908 se stal generál-adjutantem. V roce 1914 byl povýšen na generála jezdectva. Od ledna 1916 sloužil jako polní generální inspektor dělostřelectva.
Sergej Michajlovič byl vysoký a jako jediný ze všech sourozenců zdědil po otci modré oči a blond vlasy. Předčasně plešatěl a byl považován za nejméně pohledného z velmi pohledné rodiny. Měl bystrý smysl pro humor, ale byl pesimistický, což ovlivnil jeho učitel plukovník Helmerson. Měl ve zvyku říkat "tant pis!" (tím hůř!) na jakékoli špatné zprávy. Široce byl považován za hrubého a náladového, byl ale zároveň upřímný, láskyplný, miloval jednoduchost a byl snadno dostupný bez třídního rozdílu.
Sergej se na rozdíl od svých bratrů zajímal o matematiku a fyziku, což se shodovalo s jeho zálibou o dělostřelectvo. Jeho jediným uměleckým sklonem byl sborový zpěv, vytvořil amatérský sbor s více než šedesáti hlasy, včetně některých profesionálních zpěváků. Vedl je Kasačenko, mistr císařského divadla. Po deset let se skupina scházela v Sergejově paláci každé pondělí večer od 20:00 do 22:30, než to zastavila rusko-japonská válka. Jako bratři Georgij a Alexandr měl také Sergej rád numismatiku a shromáždil velkou sbírku mincí. Jako všechna velkoknížata byl Sergej nesmírně bohatý. Kromě svého velkoknížecího příspěvku ve výši 200 000 rublů ročně pobíral příjem z rozsáhlých osobních statků, mezi které patřil lovecký zámeček 60 mil od Petrohradu. Po smrti otce v roce 1909 jeho bohatství ještě vzrostlo.
Zůstal starým mládencem, žil v otcově domácnosti a později s nejstarším bratrem v Michajlovském paláci v Petrohradu. Síně a chodby byly tak rozlehlé, že Sergej k návštěvě svých bratrů Georgije a Nikolaje, kteří žili v dalších křídlech paláce, používal kolo.

## Ménage à trois

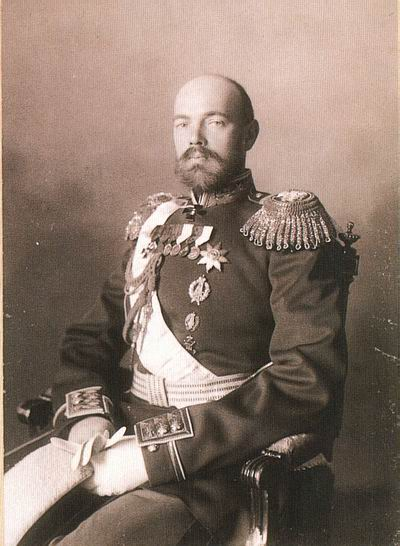
Velkokníže Sergej Michajlovič

Na počátku 90. let 19. století se Sergej sblížil zejména se svým starším bratrem Alexandrem. Cestovali spolu do Indie, v Bombaji se zdrželi do roku 1891, kdy náhle zemřela jejich matka. Oba bratři se zamilovali do velkokněžny Xenie Alexandrovny, dcery jejich bratrance cara Alexandra III. Ona si vybrala Alexandra, za něhož se v roce 1894 provdala. V posledních letech vlády Alexandra III. byli Sergej a jeho bratři Alexandr a Georgij stálými společníky budoucího cara Mikuláše II. Jejich přátelství ukončil Mikulášův nástup na trůn a sňatek.
Když se Mikuláš II. ještě jako carevič rozešel se svou milenkou, známou balerínou Matyldou Krzesiňskou, požádal Sergeje, aby se o ni postaral. Od roku 1894 se stal 25letý Sergej ochráncem Krzesiňské. Štědře se o ni staral. V roce 1895 jí velkokníže koupil ve Strelně venkovský dům. Ambiciózní Krzesiňská využívala své konexe u Romanovců k podpoře své kariéry. Sergej, jako prezident carské divadelní společnosti, převzal aktivní roli v baletním světě, aby zajistil Krzesiňské prominentní místo v imperiálním baletu. Přestože byl Sergej Matyldě oddaný, ona ho nemilovala a jen ho využívala jako nástroj k naplnění svých ambicí. On zůstal jejím oddaným přítelem po celý svůj život. Nikdy se neoženil a v Matyldině společnosti našel náhradu rodinného života.
V únoru 1900 se Krzesiňská seznámila s velkoknížetem Andrejem Vladimirovičem, synem Sergejova bratrance Vladimíra Alexandroviče. Matylda a Andrej se do sebe zamilovali a brzy začali nový vztah. Sergej toleroval jejich poměr, zůstávaje blízkým a věrným přítelem známé baleríny, vztah mezi dvěma velkoknížaty byl však napjatý. Snažili se vyhýbat jeden druhému, zatímco sdíleli stejnou ženu téměř dvě desetiletí.
Ménage à trois se zkomplikovalo, když 18. června 1902 Matylda porodila syna. Obě velkoknížata byla přesvědčena o svém otcovství.

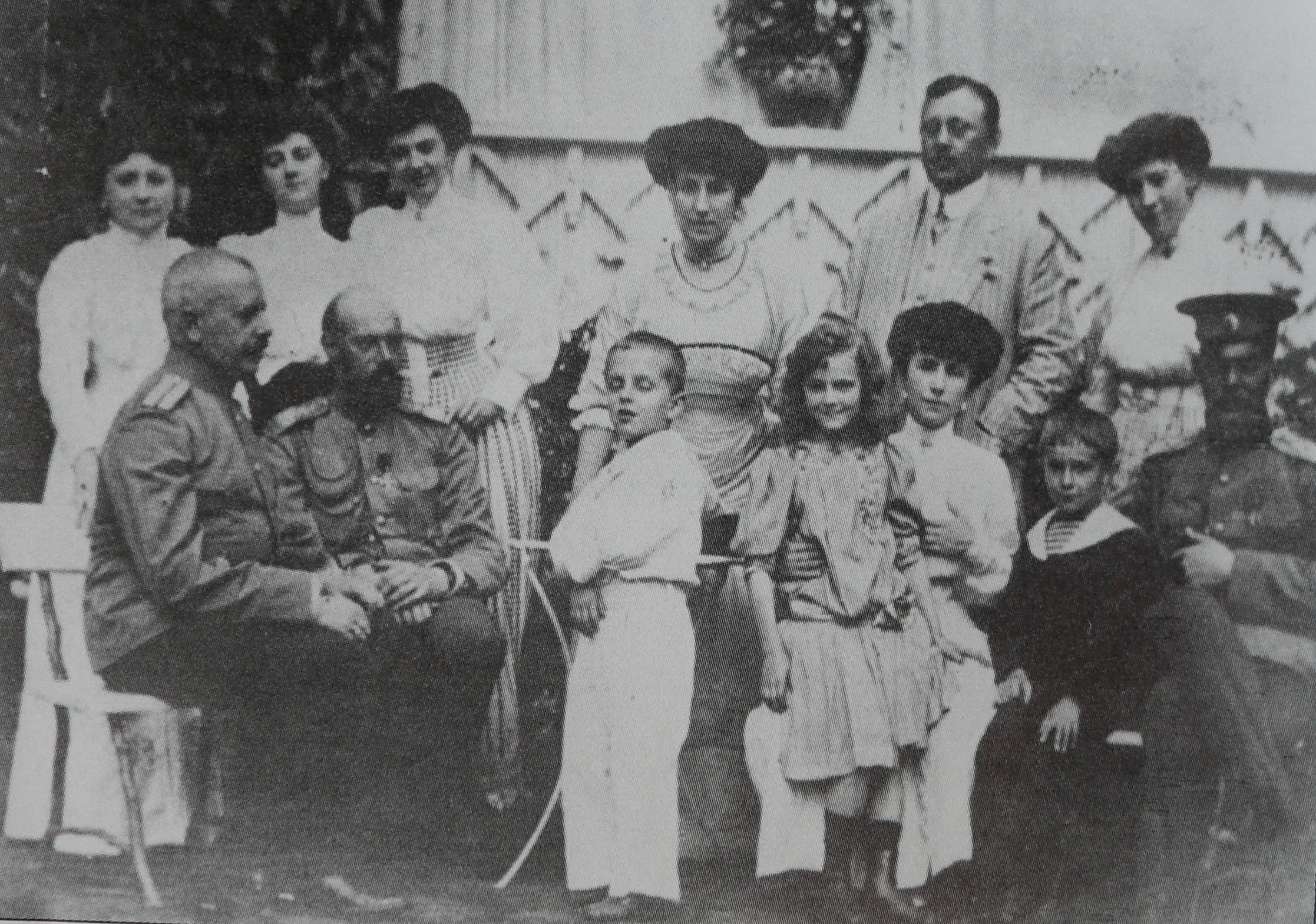
Zleva doprava sedící: baron Zeddeler; velkokníže Sergej Michajlovič; Vova se svou tetou Julií; Matylda s neidentifikovatelnými dětmi; velkokníže Andrej Vladimirovič, Strelna, 1909

Po revoluci Krzesiňská s Andrejem prohlašovali, že Andrej je otcem, byl to ale velkokníže Sergej, kdo se až do konce života staral o Matyldu a jejího syna. Dítě, známé v rodině pod přezdívkou Vova, obdrželo jméno Vladimír Sergejevič, příjmení bylo zveřejněno až v roce 1911. Rodný list označoval z otce Sergeje, který byl dítěti oddaný. Otázka otcovství zůstala nevyřešena. Většina zdrojů však připisuje otcovství velkovévodovi Andreji Vladimirovičovi, kterému se dítě podobalo.
Velkokníže Sergej Michajlovič měl také vztah s hraběnkou Barbarou Voroncovovou-Daškovovou, rozenou Orlovou (1870–1915), vdovou po hraběti Ivanu Ilarionoviči Voroncov-Daškovi (1866–1897). V roce 1908 ve Švýcarsku porodila syna Alexandra. Jeho otec byl zřejmě Sergej Michajlovič. Alexandra (1908–1979) adoptovala matčina přítelkyně, Sofie Vladimirovna Dehnová. Dětství strávil v Itálii, kde jeho adoptivní otec sloužil u námořnictva. Alexandr byl známým umělcem a často vystavoval své akvarely v amerických galeriích. Dvakrát se oženil a v roce 1979 zemřel ve Spojených státech amerických.

## Válka a revoluce

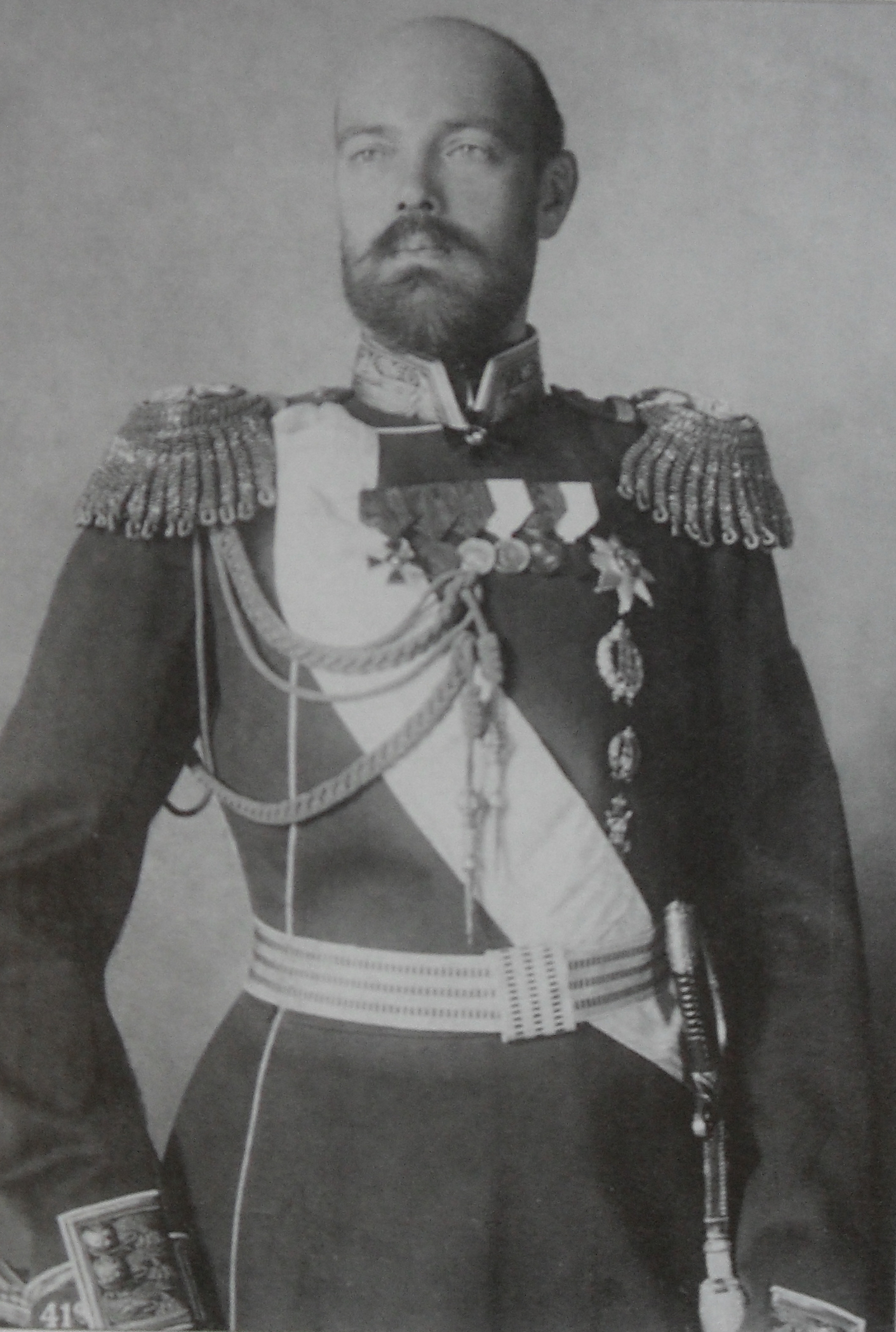
Velkokníže Sergej Michajlovič

Po návštěvě Rakouska-Uherska a Německa v roce 1913 informoval Sergej Michajlovič vládu o horečné práci vojenských továren středoevropských mocností, ale jeho varování před hrozící válkou nebylo ruskými ministry vyslyšeno. V létě 1914 těsně před vypuknutím první světové války velkokníže Sergej odcestoval k jezeru Bajkal, kde ve městě Čita onemocněl revmatickou horečkou. Po návratu do Michajlovského paláce během prvních podzimních dnů jeho nemoc, komplikovaná zánětem pohrudnice, nabyla těžké formy. Strávil pět měsíců upoutaný na lůžko, než byl prohlášen za dostatečně zdatného, aby se mohl vrátit ke svým povinnostem. Byl jmenován generálním inspektorem dělostřelectva.
Jako velitel oddělení dělostřelectva se Sergej Michajlovič dostal pod palbu prezidenta Dumy, Michaila Rodzjanka. Na oddělení bujela korupce a nedbalost a kvůli zakázkám došlo ke skandálu. Krzesiňská byla obviněna ze získávání preferenčních zakázek pro firmy ve snaze o ekonomické zisky. Velkokníže byl obviňován z toho, že neodhalil skupinu zlodějů a nezabránil jednání své milenky. Zvláštní komise zahájila vyšetřování této záležitosti a v lednu 1916 musel velkokníže Sergej odstoupit z funkce vedoucího dělostřeleckého oddělení. Byl pak jmenován polním generálním inspektorem dělostřelectva Stavky.

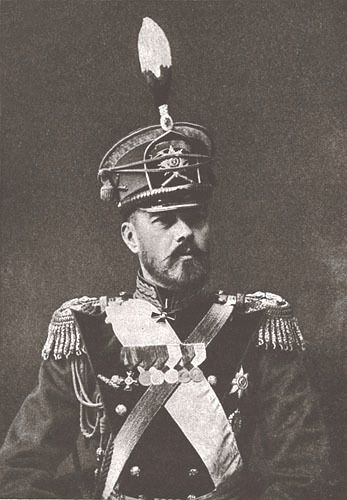
Velkokníže Sergej Michajlovič během války

Každý den musel Sergej čelit carovi Mikuláši II., s nímž žil ve stejném hlavním konvoji. Byl stále pesimističtější ohledně výsledku války pro Rusko, ale nedokázal prosadit žádný vliv na Mikuláše II., který věřil pouze své manželce Alexandře Fjodorovně, která neměla Sergeje Michajloviče ráda a zařadila ho mezi své nepřátele. Carevna po zvěstech o korupci, které zatemnily Sergejovu pověst, naléhala na svého manžela, aby přiměl Sergeje Michajloviče odstoupit z dělostřeleckého oddělení. Skandál kolem úplatků neutichl ani v posledním období carského Ruska a velkokníže Sergej strávil téměř všechen svůj čas ve Stavce. Stal se opatrnější a snažil se distancovat od Krzesiňské, která ho využila ve své snaze o finanční zisk. Ohledně výsledku války si nedělal velkokníže Sergej žádnou naději.
Během pádu monarchie byl Sergej v Mogilevu v doprovodu cara Mikuláše II., když musel abdikovat. Během prvních měsíců prozatímní vlády zůstal velkokníže Sergej na radu svého bratra Nikolaje v Mogilevu v dobrovolném exilu kvůli mraku korupce, který nad ním visel v důsledku skandálu Krzesiňské. Po dvaadvaceti letech, kdy měl s milenkou náhražku rodinného života, však odolal nátlaku svého bratra, aby přerušil všechny vztahy s Matyldou a jejím synem.
Sergej se vrátil do Petrohradu na počátku června 1917. Zůstal tam po dobu ústavní vlády, žil se svým bratrem Nikolajem v Novém Michajlovském paláci. Sergej požádal Krzesiňskou o ruku. Ta, ač se o něj starala, ho nemilovala a odmítla. Místo toho se rozhodla připojit k velkoknížeti Andreji na Kavkazu. 13. července šel velkokníže Sergej Michajlovič na Nikolajovu železniční stanici říct sbohem Matyldě a jejímu synovi.

## Zajetí
Po úspěchu bolševického převratu v listopadu 1917 petrohradské noviny uveřejnily dekret svolávající všechny mužské Romanovce, aby se hlásili u obávané Čeky, tajné policie. Zpočátku se od nich vyžadovalo, aby neopouštěli město. V březnu 1918 byli Romanovci, kteří se zaregistrovali, znovu povoláni, aby byli posláni do vnitřního ruského exilu. Sergej Michajlovič byl poslán do Kirova, malého města v podhůří Uralu. S kufry v rukou dorazil velkokníže odpoledne 4. dubna 1918 na Nikolajevské nádraží. Sergejův osobní sekretář, Fedor Remez (1878–1918), ho do exilu následoval. V sedm večer vyjel vlak z Petrohradu na východ k Sibiři. Sergej Michajlovič odjel za svým osudem ve společnosti svého sekretáře, tří synů velkoknížete Konstantina Konstantinoviče (Jana, Konstantina a Igora), a Vladimira Paleje, syna velkoknížete Pavla Alexandroviče z morganatického manželství. V Kirově byl Sergej ubytován v jiném domě než jeho mnohem mladší příbuzní. Přestože byli všichni prakticky vězni, mohli se volně procházet po městě a navštěvovat bohoslužby v místním kostele. Jejich situace se však již po jedenácti dnech změnila.
30. dubna byl velkokníže Sergej, jeho sekretář a další Romanovci převezeni na příkaz uralského oblastního sovětu do Jekatěrinburgu. Cesta uralským lesem trvala tři dny. 3. května 1918 vězni dorazili do Jekatěrinburgu. Ubytováni byli v hotelu Palace Royal na městském Voznesenském prospektu. O několik dní později se k nim připojila carevnina sestra velkokněžna Alžběta a všichni vězni měli určitou svobodu. Přestože car a carevna se svými dětmi byli poblíž v Ipaťjevově domě, nepodařilo se jim navázat kontakt. Po dvou týdnech se uralský oblastní sovět znovu rozhodl převést velkoknížete Sergeje a ostatní Romanovce v jeho skupině. 18. května 1918 jim bylo řečeno, že mají být převezeni do města Alapajevsk, v severním Uralu, 120 mil od Jekatěrinburgu, a bylo jim nařízeno se rychle sbalit. Téhož dne odpoledne nastoupili do vlaku a o dva dny později dorazili do cíle.
Romanovci byli umístěni do Napolnajské školy na okraji města. Škola byla malá, měla jen šest místností, nábytek základní a skromný. Každý vězeň obdržel železnou postel. Směli se nastěhovat do zpustlých bývalých školních místností a zařídit si bydlení sami. Velkokníže Sergej sdílel pokoj se sekretářem Fedorem Remezem a Vladimirem Palejem. Přestože byli zajatci pod přísnou ostrahou vojáků Rudé armády, mohli se o svátcích procházet městem, mluvit s lidmi a chodit do kostela. Připravili se na dlouhou dobu v Alapajevsku, poblíž školy zasadili květiny a zeleninové zahrady a strávili tam mnoho hodin práce. Během deštivých dnů si Romanovci předčítali ruské romány. Postupně režim přitvrdil a měli zákaz vycházek. Škola byla obehnána plotem z ostnatého drátu a malými příkopy. O dva týdny později byli všichni Romanovci povražděni.

## Vražda

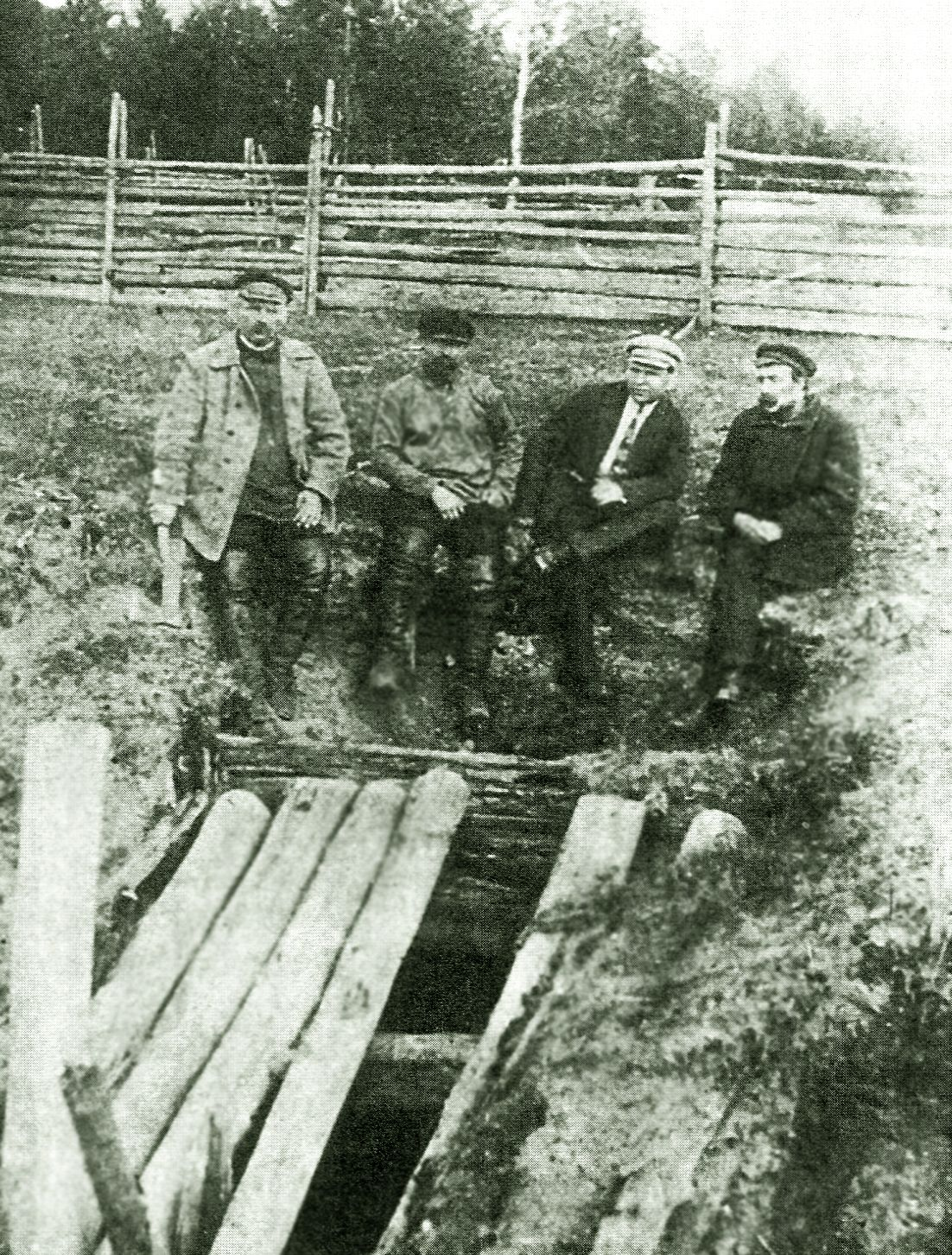
Důlní šachta v Alapajevsku, kde byla nalezena těla mrtvých Romanovců

Existuje svědectví o vraždách skupiny Romanovců v Alapajevsku, které vyprávěl jeden z místních bolševiků Vasilij Rjabov. Později vzpomínal:
"Bylo to v noci ze 17. na 18. července 1918. Když jsme si byli jisti, že celé město spí, potichu jsme se vkradli oknem do školní budovy. Nikdo si naší přítomnosti nevšiml, všichni už spali. Vešli jsme odemčenými dveřmi do budovy, kde spaly ženy, a vzbudili jsme je, tiše jsme jim řekli, aby se okamžitě oblékly, protože mají být odvezeny na bezpečné místo kvůli možnosti ozbrojeného útoku. Tiše poslechly. Svázali jsme jim ruce za zády a pak jsme jim zavázali oči a pustili je do vozíku, který už čekal u školy, posadili jsme je do něj a poslali na místo určení. Potom jsme šli do místnosti obývané muži. Řekli jsme jim stejný příběh, jaký jsme řekli ženám. Mladí princové Konstantinovičové a princ Palej také pokorně poslechli. Vyvedli jsme je na chodbu, zavázali jim oči, svázali ruce za zády a dali je do jiného vozíku. Dříve jsme se rozhodli, že vozíky by neměly jet společně. Jediný, kdo se nám pokusil oponovat, byl velkokníže Sergej Michajlovič. Fyzicky byl silnější než ostatní. Museli jsme se s ním poprat. Kategoricky nám řekl, že nikam nepůjde, protože ví, že všichni budou zabiti. Zabarikádoval se za skříní a naše snaha dostat ho ven byla marná. Ztratili jsme drahocenný čas. Nakonec jsem ztratil trpělivost a vystřelil na velkoknížete. Vystřelil jsem však jen s úmyslem ho lehce zranit a vyděsit, aby se podrobil. Zranil jsem ho do paže. Dále se nebránil. Svázal jsem mu ruku a zakryl oči. Dali jsme ho do posledního vozíku a vyrazili. Hodně jsme spěchali: svítání už ohlašovalo ráno. Po cestě velkokníže Sergej Michajlovič znovu opakoval, že ví, že všichni budou zabiti. "Řekni mi proč?" zeptal se. "Nikdy jsem se nezapojoval do politiky. Miloval jsem sport, hrál kulečník, zajímal se o numismatiku." Uklidňoval jsem ho, co nejlépe jsem mohl, i když jsem sám byl velmi rozrušený vším, čím jsem té noci prošel. Navzdory své zraněné paži si velkokníže nestěžoval. Konečně jsme dorazili k dolu. Šachta nebyla příliš hluboká a jak se ukázalo, měla na jedné straně římsu, která nebyla pokryta vodou."
U šachty č. 7, nejhlubší a nejdéle nepoužívané šachty, se vozíky zastavily. Romanovci se zavázanýma očima dostali příkaz projít přes kládu umístěnou nad 60 stop hlubokým (18 m) dolem. Velkokníže Sergej Michajlovič, nejstarší muž ve skupině, byl jediný, kdo neuposlechl. Vrhl se na stráže a ti ho okamžitě zastřelili. Jeho tělo bylo vhozeno do šachty. Jeho příbuzní byli zasaženi do hlavy a ještě živí vhozeni do hluboké šachty. Poté tam bylo vhozeno několik ručních granátů. Ústí dolu bylo naplněno suchým křovinatým dřevem a páleno, dokud pod zemí nebyly žádné známky života.

## Následky
28. září 1918 dobyli Alapajevsk Bělogvardějci v naději, že zachrání vězně ze školní budovy. Někteří místní rolníci nasměrovali vyšetřovatele zmizení Romanovců do opuštěného dolu. 8. října začali vytahovat těla ze šachty. O dva dny později byla nalezena mrtvola velkoknížete Sergeje Michajloviče.
Identifikace Romanovů byla provedena na základě oblečení a papírů nalezených v jejich kapsách. Vyšetřovatelé Bílé armády neměli žádné lékařské ani zubní záznamy a jedenáct týdnů v dole podstatně změnilo fyzický vzhled obětí. Pitva odhalila, že velkokníže Sergej Michajlovič měl modřinu na levé straně hlavy, ale jeho smrt byla způsobena střelnou ranou na pravé straně hlavy.
Sergejovi příbuzní obdrželi informace o jeho smrti. To zahrnovalo fotografii nafouklé mrtvoly. O nějaký čas později poslala velkokněžna Xenie Matyldě Krzesiňské předměty nalezené na Sergejově těle. Na zlatém řetízku byl zlatý přívěsek ve tvaru brambory, znak „Bramborového klubu“, který carevič Mikuláš, Sergej, někteří jeho bratři a přátelé založili v dobách svého mládí. Byl tam také malý zlatý medailon se smaragdem uprostřed, který před mnoha lety dostal Sergej od Matyldy. Obsahoval její portrét; na kusu raženém v roce 1869, v roce Sergejova narození, byl vyryt nápis: 21. srpna Mala – 25. září. Význam dat není znám.
Po pitvě byla těla Romanovců omyta, oblečena do bílých rubášů a uložena do dřevěných rakví. Dne 19. října se za ně konal pohřeb, kdy byly rakve uloženy v kryptě katedrály Nejsvětější Trojice v Alapajevsku, kde zůstaly až do července 1919. Poté, když se Rudá armáda chystala znovu dobýt Alapajevsk, byly rakve přesunuty do Irkutska. Tam rakve zůstaly necelých šest měsíců, než si postup Rudé armády vynutil jejich přesun na východ. Na počátku roku 1920 byly rakve s ostatky velkoknížete Sergeje a těch, kteří s ním byli zabiti, odvezeny z Ruska vlakem přes Charbin. V dubnu 1920 dorazily rakve do Pekingu, kde byly umístěny v kryptě kaple připojené k ruské misii. Zůstaly tam až do roku 1957, kdy byly pohřbeny na ruském pravoslavném hřbitově, protože kaple byla zbořena. Sovětská vláda neměla zájem na zachování ruského hřbitova v Pekingu a na konci 80. let jej čínské úřady přeměnily na park. Předpokládá se, že rakve jsou stále na místě, nyní pohřbené pod parkovištěm. Po pádu komunistického režimu se šachta, kde byl zabit velkokníže se svými příbuznými, stala místem náboženské poutě a byla zde postavena pravoslavná kaple.

## Vývod z předků
|                            |                              |  |                             |                                            |  |  |  |  |  |  |  | Petr III. Ruský |
|                            |                              |  |                             |                                            |  |  |  |  |  |  |  |                 |
|                            | Pavel I. Ruský               |  |                             |                                            |  |  |  |  |  |  |  |                 |
|                            |                              |  |                             |                                            |  |  |  |  |  |  |  |                 |
|                            |                              |  |                             | Kateřina II. Veliká                        |  |  |  |  |  |  |  |                 |
|                            |                              |  |                             |                                            |  |  |  |  |  |  |  |                 |
|                            | Mikuláš I. Pavlovič          |  |                             |                                            |  |  |  |  |  |  |  |                 |
|                            |                              |  |                             |                                            |  |  |  |  |  |  |  |                 |
|                            |                              |  |                             | Fridrich II. Evžen Württemberský           |  |  |  |  |  |  |  |                 |
|                            |                              |  |                             |                                            |  |  |  |  |  |  |  |                 |
|                            | Žofie Dorota Württemberská   |  |                             |                                            |  |  |  |  |  |  |  |                 |
|                            |                              |  |                             |                                            |  |  |  |  |  |  |  |                 |
|                            |                              |  |                             | Bedřiška Braniborsko-Schwedtská            |  |  |  |  |  |  |  |                 |
|                            |                              |  |                             |                                            |  |  |  |  |  |  |  |                 |
|                            | Michail Nikolajevič Ruský    |  |                             |                                            |  |  |  |  |  |  |  |                 |
|                            |                              |  |                             |                                            |  |  |  |  |  |  |  |                 |
|                            |                              |  |                             | Fridrich Vilém II.                         |  |  |  |  |  |  |  |                 |
|                            |                              |  |                             |                                            |  |  |  |  |  |  |  |                 |
|                            | Fridrich Vilém III.          |  |                             |                                            |  |  |  |  |  |  |  |                 |
|                            |                              |  |                             |                                            |  |  |  |  |  |  |  |                 |
|                            |                              |  |                             | Frederika Luisa Hesensko-Darmstadtská      |  |  |  |  |  |  |  |                 |
|                            |                              |  |                             |                                            |  |  |  |  |  |  |  |                 |
|                            | Šarlota Pruská               |  |                             |                                            |  |  |  |  |  |  |  |                 |
|                            |                              |  |                             |                                            |  |  |  |  |  |  |  |                 |
|                            |                              |  |                             | Karel II. Meklenbursko-Střelický           |  |  |  |  |  |  |  |                 |
|                            |                              |  |                             |                                            |  |  |  |  |  |  |  |                 |
|                            | Luisa Meklenbursko-Střelická |  |                             |                                            |  |  |  |  |  |  |  |                 |
|                            |                              |  |                             |                                            |  |  |  |  |  |  |  |                 |
|                            |                              |  |                             | Frederika Hesensko-Darmstadtská            |  |  |  |  |  |  |  |                 |
|                            |                              |  |                             |                                            |  |  |  |  |  |  |  |                 |
| Sergej Michajlovič Romanov |                              |  |                             |                                            |  |  |  |  |  |  |  |                 |
|                            |                              |  |                             |                                            |  |  |  |  |  |  |  |                 |
|                            |                              |  | Fridrich Bádensko-Durlašský |                                            |  |  |  |  |  |  |  |                 |
|                            |                              |  |                             |                                            |  |  |  |  |  |  |  |                 |
|                            | Karel Fridrich Bádenský      |  |                             |                                            |  |  |  |  |  |  |  |                 |
|                            |                              |  |                             |                                            |  |  |  |  |  |  |  |                 |
|                            |                              |  |                             | Amálie Nasavsko-Dietzská                   |  |  |  |  |  |  |  |                 |
|                            |                              |  |                             |                                            |  |  |  |  |  |  |  |                 |
|                            | Leopold I. Bádenský          |  |                             |                                            |  |  |  |  |  |  |  |                 |
|                            |                              |  |                             |                                            |  |  |  |  |  |  |  |                 |
|                            |                              |  |                             | Ludvík Jindřich Filip Geyer von Geyersberg |  |  |  |  |  |  |  |                 |
|                            |                              |  |                             |                                            |  |  |  |  |  |  |  |                 |
|                            | Luisa Karolina z Hochbergu   |  |                             |                                            |  |  |  |  |  |  |  |                 |
|                            |                              |  |                             |                                            |  |  |  |  |  |  |  |                 |
|                            |                              |  |                             | Maxmiliána Kristýna von Sponeck            |  |  |  |  |  |  |  |                 |
|                            |                              |  |                             |                                            |  |  |  |  |  |  |  |                 |
|                            | Cecílie Bádenská             |  |                             |                                            |  |  |  |  |  |  |  |                 |
|                            |                              |  |                             |                                            |  |  |  |  |  |  |  |                 |
|                            |                              |  |                             | Gustav III. Švédský                        |  |  |  |  |  |  |  |                 |
|                            |                              |  |                             |                                            |  |  |  |  |  |  |  |                 |
|                            | Gustav IV. Adolf             |  |                             |                                            |  |  |  |  |  |  |  |                 |
|                            |                              |  |                             |                                            |  |  |  |  |  |  |  |                 |
|                            |                              |  |                             | Žofie Magdalena Dánská                     |  |  |  |  |  |  |  |                 |
|                            |                              |  |                             |                                            |  |  |  |  |  |  |  |                 |
|                            | Žofie Vilemína Švédská       |  |                             |                                            |  |  |  |  |  |  |  |                 |
|                            |                              |  |                             |                                            |  |  |  |  |  |  |  |                 |
|                            |                              |  |                             | Karel Ludvík Bádenský                      |  |  |  |  |  |  |  |                 |
|                            |                              |  |                             |                                            |  |  |  |  |  |  |  |                 |
|                            | Frederika Dorotea Bádenská   |  |                             |                                            |  |  |  |  |  |  |  |                 |
|                            |                              |  |                             |                                            |  |  |  |  |  |  |  |                 |
|                            |                              |  |                             | Amálie Hesensko-Darmstadtská               |  |  |  |  |  |  |  |                 |
|                            |                              |  |                             |                                            |  |  |  |  |  |  |  |                 |